# Lou Smog
Lou Smog is een Belgische stripreeks die begonnen is in 1990 met Georges Van Linthout als scenarist en tekenaar.

## Albums
Alle albums zijn geschreven en getekend door Georges Van Linthout.
| Nummer | Titel                 | Uitgever(s)                  |
| ------ | --------------------- | ---------------------------- |
| 1      | De vervloekte haven   | Uitgeverij Bonte, Le Lombard |
| 2      | Carrera Pan Americana | Uitgeverij Bonte, Le Lombard |
| 3      | Spook Dakota          | Uitgeverij Bonte, Le Lombard |
| 4      | Een berg vergeet niet | Uitgeverij Bonte, Le Lombard |
| 5      | Ufo-alarm             | Le Lombard                   |
| 6      | Paniek in het circus  | Uitgeverij Bonte             |
| 7      | Misdaad op misdaad    | Uitgeverij Bonte             |
| 8      | Dolle honden          | Uitgeverij Bonte             |